# Dasineura lepidiis
Dasineura lepidiis är en tvåvingeart som beskrevs av Fedotova 1992. Dasineura lepidiis ingår i släktet Dasineura och familjen gallmyggor.
Artens utbredningsområde är Kazakstan. Inga underarter finns listade i Catalogue of Life.